# Fiyi en los Juegos Paralímpicos de Tokio 2020
Fiyi estuvo representado en los Juegos Paralímpicos de Tokio 2020 por dos deportistas masculinos. El equipo paralímpico fiyiano no obtuvo ninguna medalla en estos Juegos.